# 谢博文
谢博文（1931年10月1日—2015年9月3日），中国大陆话剧表演艺术家，早年从事话剧表演和影视演出，晚年从事影视教育。1947年加入解放军任文艺兵，1949年加入中国煤矿文工团，任一级演员，从事话剧表演和几百部的电影电视剧的演出，并多次与西方影视机构合作，出演古今大战秦俑情、末代皇帝、宋家皇朝、鸦片战争、汉武帝、十岁的天空。1989年与香港合作合拍摄經典電影《古今大战秦俑情》 ，在影中飾演徐福/导游。2015年9月3日离世，享年85歲。